# Diócesis de Tricarico
La diócesis de Tricarico (en latín: Dioecesis Tricaricensis y en italiano: Diocesi di Tricarico) es una circunscripción eclesiástica de la Iglesia católica en Italia. Se trata de una diócesis latina, sufragánea de la arquidiócesis de Potenza-Muro Lucano-Marsico Nuovo. Desde el 4 de marzo de 2023 su obispo es Antonio Giuseppe Caiazzo.

## Territorio y organización

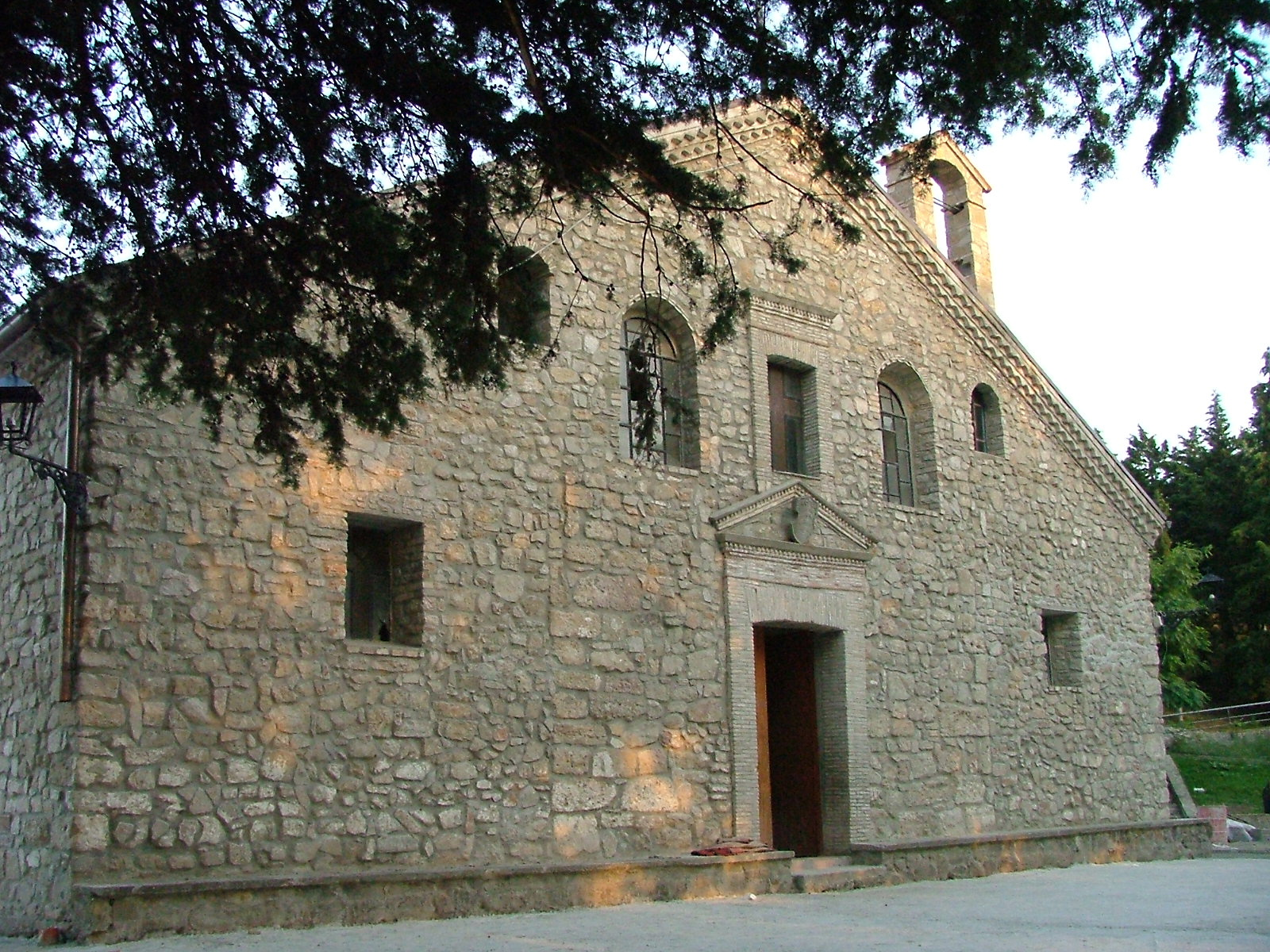
Santuario de Santa Maria di Fonti

La diócesis tiene 1238 km² y extiende su jurisdicción sobre los fieles católicos de rito latino residentes en 19 comunas de la región de Basilicata:
- en la provincia de Matera: Accettura, Aliano, Calciano, Cirigliano, Garaguso, Gorgoglione, Grassano, Oliveto Lucano, San Mauro Forte, Stigliano y Tricarico;
- en la provincia de Potenza: Albano di Lucania, Armento, Campomaggiore, Corleto Perticara, Gallicchio, Guardia Perticara, Missanello y Montemurro.

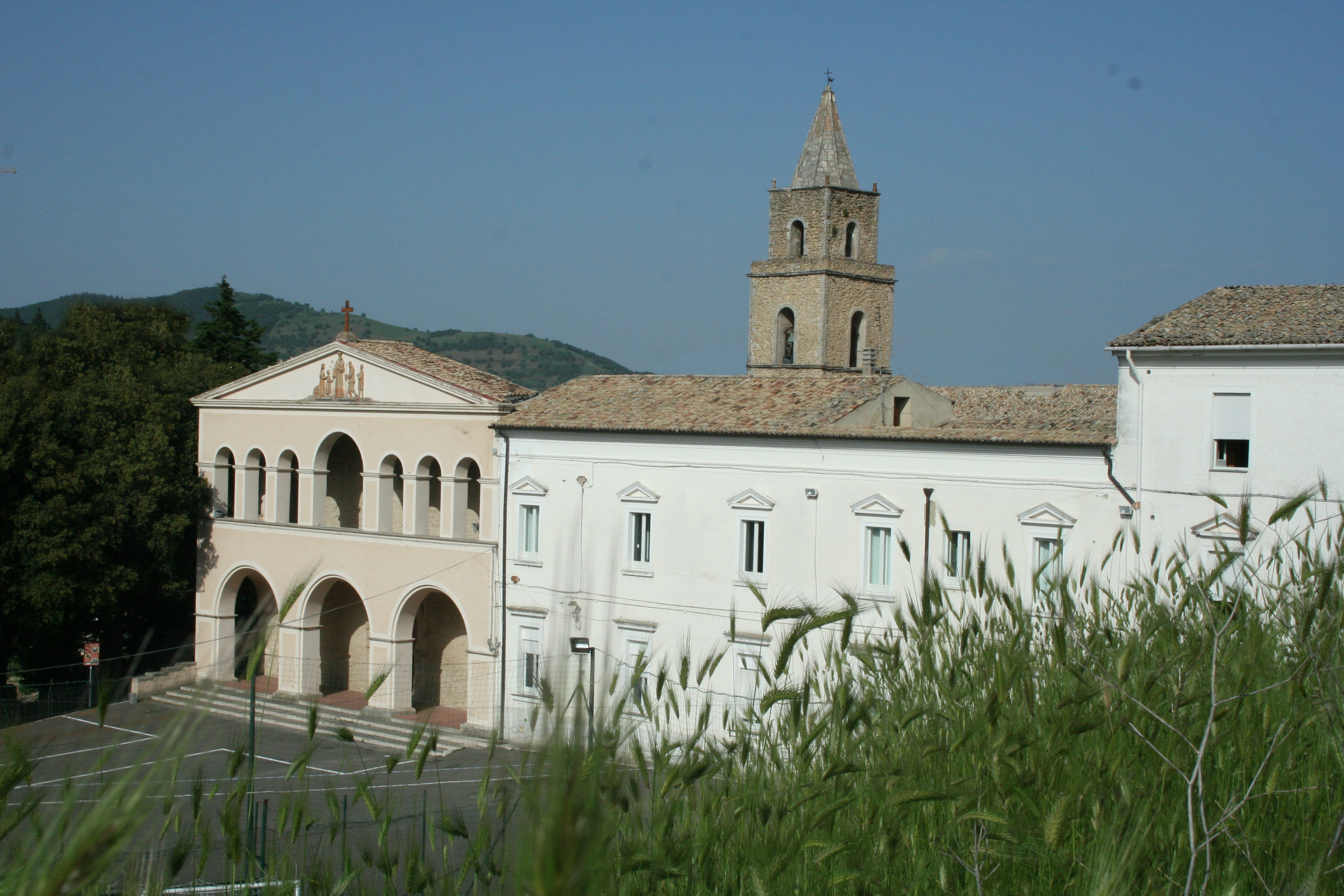
Complejo de San Antonio de Padua, en Tricarico, fundado a finales del, es hoy la casa madre de las Hermanas de las Discípulas de Jesús Eucarístico, congregación fundada en 1923 por el obispo Raffaello Delle Nocche

La sede de la diócesis se encuentra en la ciudad de Tricarico, en donde se halla la Catedral de Santa María Asunta. El principal lugar mariano de la diócesis es el santuario de Santa Maria di Fonti, cerca de Tricarico.
En 2022 en la diócesis existían 32 parroquias.

## Historia
Según el testimonio de Liutprando, obispo de Cremona, la diócesis de Tricarico fue erigida en el año 968. Un documento redactado en aquel año por la curia patriarcal de Constantinopla, firmado por el emperador bizantino Nicéforo Focas, autorizó al patriarca de Constantinopla, Polieucto, a conferir al arzobispo de Otranto el poder de consagrar a los obispos de las sedes sufragáneas de Tricarico, Tursi, Acerenza, Gravina y Matera.
Esta disposición era parte del plan del Imperio bizantino para ocupar aquellos territorios que anteriormente estaban sujetos a la influencia de los lombardos a caballo entre las temas de Lucania y Langobardia. No se sabe si realmente se estableció la diócesis de Tricarico; de hecho, ninguno de los obispos griegos está documentado y la diócesis no aparece en ninguna Notitia Episcopatuum del patriarcado de Constantinopla en el siglo siguiente a su institución. Sin embargo, es evidente el estrecho vínculo de Tricarico y su territorio con la Iglesia oriental, manifestado por la fundación de importantes monasterios griegos que favorecieron la difusión de la cultura y la liturgia bizantinas, así como por la presencia de numerosos santos griegos que trabajaron en la región.
Hacia mediados del siglo XI el territorio fue conquistado por los normandos. En el Concilio de Melfi de 1059 se estableció la provincia eclesiástica de Acerenza, a la que estaba sometida la diócesis de Tricarico. Al año siguiente, el metropolitano Godano de Acerenza definió los límites de la diócesis y dirigió la bula de confirmación al obispo electo Arnaldo, el primer obispo conocido de la diócesis. En 1068 el papa Alejandro II confirmó la sufragancia de Tricarico a Acerenza.
Progresivamente el rito latino suplantó al rito bizantino. En algunos centros, sin embargo, gracias a la presencia de numerosos monjes orientales, la misa se siguió celebrando según el rito bizantino hasta la primera mitad del siglo XIII. A principios del siglo XIII el cabildo catedralicio incluía elementos de la educación y la cultura griega. Aún se encontraron restos de la liturgia griega en el siglo XVIII, como atestigua el obispo Antonio Zavarroni (1741-1759): «La memoria de este rito aún se conserva en la iglesia catedral, y con la epístola cantada durante el solemnidades de las misas y del evangelio desde el púlpito, como lo hacen los griegos desde el ambón, y con la muceta negra, que utilizan las dignidades y los cánones, que nunca quisieron dejar en la memoria que el color negro lo trajeron sus antepasados, cuando su iglesia estaba gobernada por obispos griegos.»
Entre los obispos de Tricarico se destacan: Tommaso Brancaccio (1405-1411), cardenal, que desempeñó un papel destacado en el Concilio de Pisa; Luis de Canossa (1511-1516), que fue nuncio apostólico en Francia; Giovanni Battista Santoni (1586-1592), nuncio apostólico en Suiza, quien fue el primero en realizar la visita pastoral a la diócesis, dando una descripción detallada de la misma; Pier Luigi Carafa (1624-1646), benefactor de la diócesis, amplió el santuario de Santa Maria di Fonti, ascendió a cardenal y nuncio apostólico en Alemania; Antonio Zavarroni (1741-1759), hombre de cultura y autor de escritos históricos y jurídicos. En el siglo XX se recuerda especialmente la figura del venerable Raffaello Delle Nocche, obispo de 1922 a 1960; «Durante su prelacía, en 1927, el intento de la Sagrada Congregación Consistorial de redefinir los distritos lucanos para racionalizar mejor el territorio previendo la unificación de la diócesis de Tricarico en Matera y la de Acerenza en Potenza, no se llevó a cabo. Entre las iniciativas más importantes que lanzó en Tricarico, destacan el hospital civil inaugurado en 1947 en un ala del edificio episcopal y la fundación, en 1923, de la orden de las Hermanas de las Discípulas de Jesús Eucaristía».
El 26 de junio de 1951, con la carta apostólica Religionem Beatae Mariae, el papa Pío XII proclamó a la Santísima Virgen María del Monte Carmelo patrona de la ciudad y de la diócesis, junto con san Potito.
En 1954, después de una sumisión centenaria a la arquidiócesis de Acerenza, Tricarico pasó a formar parte de la provincia eclesiástica de la arquidiócesis de Matera, hasta 1976 cuando fue sometida a la nueva sede metropolitana de Potenza y Marsico Nuovo. Durante un breve período, entre 1976 y 1977, Tricarico estuvo unida in persona episcopi a la arquidiócesis de Acerenza con el arzobispo Giuseppe Vairo.
Durante el siglo XX algunos cambios territoriales llevaron a la transferencia en 1949 de las comunas de Craco y Montalbano Jonico a la diócesis de Anglona-Tursi mediante el decreto Cum oppida de la Congregación Consistorial, y en 1976 de la comuna de Salandra a la arquidiócesis de Matera mediante el decreto Quo aptius de la Congregación para los Obispos.
Desde el 4 de marzo de 2023 está unida in persona episcopi a la arquidiócesis de Matera-Irsina.

## Estadísticas
Según el Anuario Pontificio 2023 la diócesis tenía a fines de 2022 un total de 31 600 fieles bautizados.
| Año                                                                             | Población            | Población | Población      | Sacerdotes | Sacerdotes    | Sacerdotes    | Bautizados por sacerdote | Diáconos permanentes | Religiosos | Religiosos | Parroquias |
| Año                                                                             | Bautizados católicos | Total     | % de católicos | Total      | Clero secular | Clero regular | Bautizados por sacerdote | Diáconos permanentes | Varones    | Mujeres    | Parroquias |
| ------------------------------------------------------------------------------- | -------------------- | --------- | -------------- | ---------- | ------------- | ------------- | ------------------------ | -------------------- | ---------- | ---------- | ---------- |
| 1949                                                                            | 64 730               | 64 730    | 100.0          | 57         | 57            |               | 1135                     |                      |            | 70         | 23         |
| 1970                                                                            | 66 506               | 66 506    | 100.0          | 43         | 37            | 6             | 1546                     |                      | 7          | 100        | 31         |
| 1980                                                                            | 51 085               | 51 300    | 99.6           | 39         | 31            | 8             | 1309                     |                      | 9          | 80         | 30         |
| 1990                                                                            | 50 000               | 51 085    | 97.9           | 36         | 31            | 5             | 1388                     |                      | 6          | 80         | 32         |
| 1999                                                                            | 51 600               | 52 400    | 98.5           | 36         | 34            | 2             | 1433                     |                      | 2          | 57         | 32         |
| 2000                                                                            | 51 800               | 52 600    | 98.5           | 34         | 34            |               | 1523                     |                      |            | 55         | 32         |
| 2001                                                                            | 49 000               | 50 000    | 98.0           | 34         | 34            |               | 1441                     |                      |            | 53         | 32         |
| 2002                                                                            | 44 000               | 45 000    | 97.8           | 32         | 32            |               | 1375                     |                      |            | 51         | 32         |
| 2003                                                                            | 44 000               | 45 000    | 97.8           | 32         | 32            |               | 1375                     |                      |            | 49         | 32         |
| 2004                                                                            | 44 000               | 45 000    | 97.8           | 31         | 31            |               | 1419                     |                      |            | 47         | 32         |
| 2010                                                                            | 35 000               | 36 700    | 95.4           | 41         | 33            | 8             | 853                      |                      | 8          | 48         | 32         |
| 2014                                                                            | 35 300               | 36 900    | 95.7           | 42         | 36            | 6             | 840                      |                      | 6          | 55         | 32         |
| 2017                                                                            | 33 280               | 34 670    | 96.0           | 37         | 33            | 4             | 899                      |                      | 4          | 52         | 32         |
| 2020                                                                            | 32 800               | 34 000    | 96.5           | 33         | 32            | 1             | 993                      |                      | 1          | 44         | 32         |
| 2022                                                                            | 31 600               | 32 000    | 98.8           | 33         | 32            |               | 957                      |                      |            | 77         | 32         |
| Fuente: Catholic-Hierarchy, que a su vez toma los datos del Anuario Pontificio. |                      |           |                |            |               |               |                          |                      |            |            |            |

### Vida consagrada
En el territorio diocesano, desempeñan su labor carismática religiosos y religiosas. Entre los institutos de vida consagrada y sociedades de vida apostólica presentes en la diócesis, destacan: los Heraldos del Evangelio, por ser la única congregación masculina en ella; y las Discípulas de Jesús Eucarístico, por haber sido fundadas en Tricarico, en 1923.

## Episcopologio
- Arnaldo † (1060-?)[20]
- Roberto I † (mencionado en 1083)
- Librando † (mencionado en 1098)[nota 3]

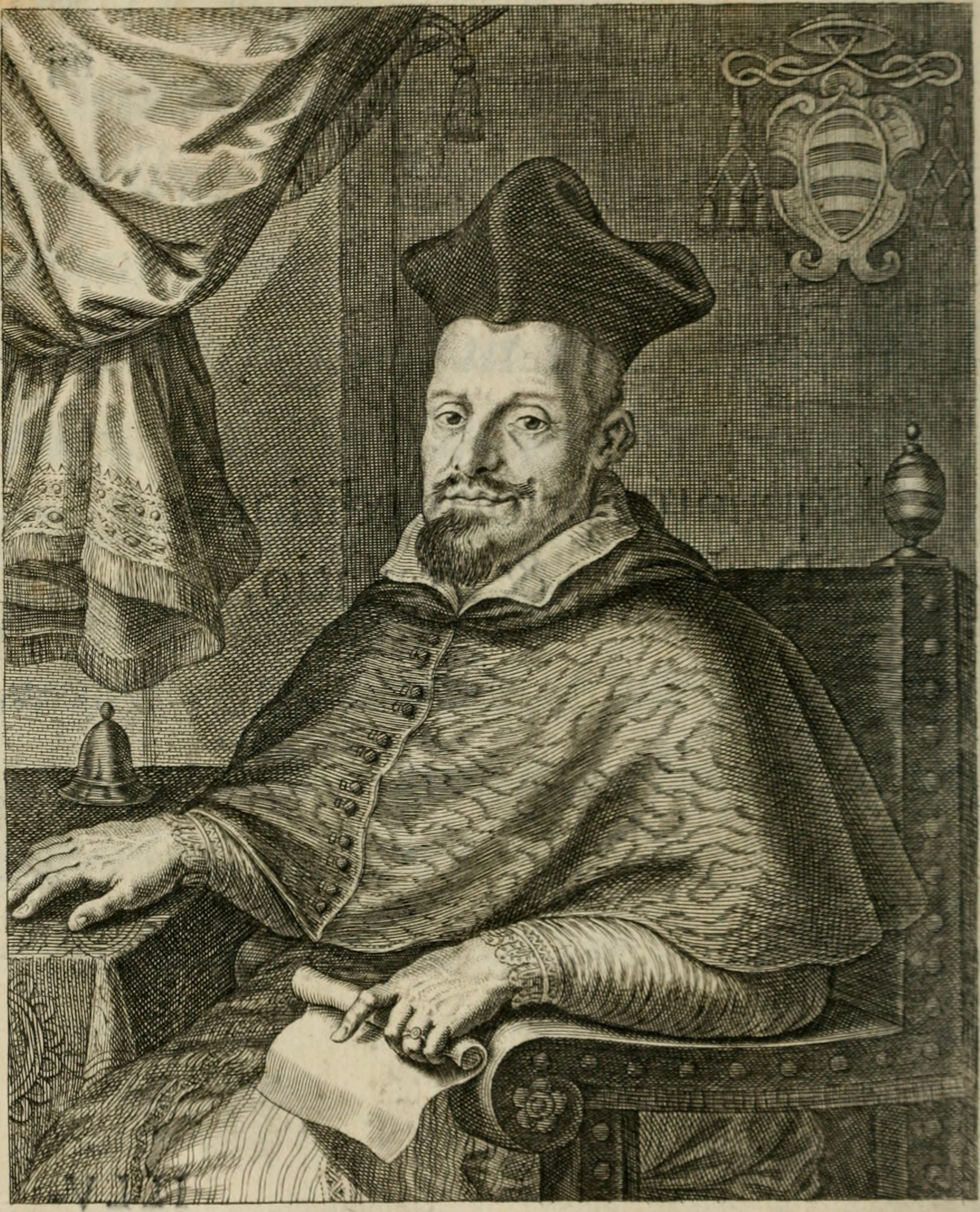
Pier Luigi Caraffa I ocupó la sede de Tricarico de 1624 a 1646

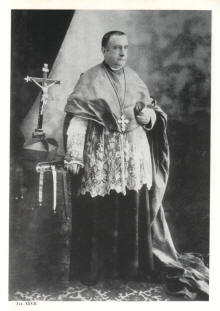
Camillo Siciliano di Rende gobernó la diócesis de 1877 a 1879

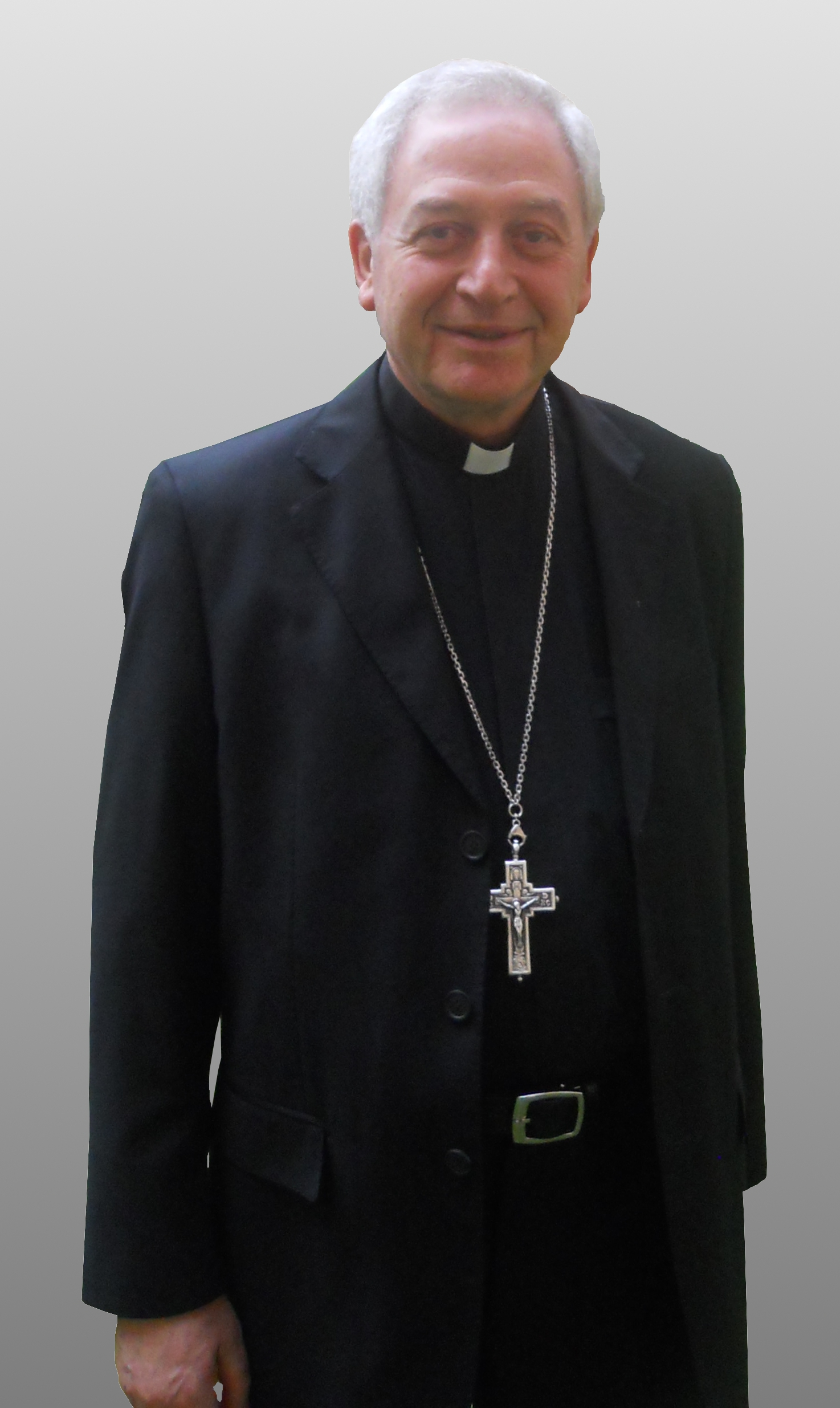
Salvatore Ligorio, actual arzobispo de Potenza, fue obispo de Tricarico entre 1997 y 2004

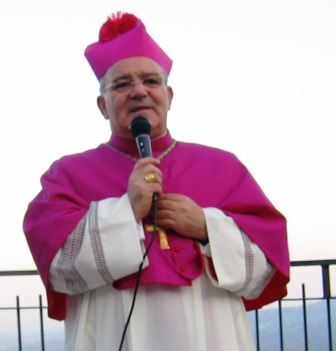
Vincezo Carmine Orofino es el inmediato predecesor del actual obispo

- Pietro † (antes de 1123-circa 1127 falleció)[nota 4]
- Erberto † (circa 1127-después de 1161)
- Roberto II † (circa 1175/1176-después de 1194)[nota 5]
- Giovanni † (antes de 1210-después de 1215)
- Anónimo[nota 6] † (mencionado en 1219)
- Ruggero I † (mencionado en 1237)
- Ruggero II † (13 de abril de 1253 electo-después de septiembre de 1254)[nota 7]
- Palmerio de Gallusio † (13 de abril de 1253-1283 falleció)
- Leonardo de Aragall, O.F.M. † (5 de junio de 1284-28 de febrero de 1301 nombrado arzobispo de Oristano)
- Riccardo † (28 de febrero de 1301-circa 1324 falleció)
- Francesco Bonaccursio † (4 de mayo de 1324-? falleció)
- Goffredo Del Tufo † (21 de febrero de 1326-después de 1330)
- Matteo † (?-circa 1348 falleció)
- Ruggero III † (12 de enero de 1349-circa 1350 falleció)
- Angelo da Reggio † (19 de noviembre de 1350-12 de septiembre de 1365 nombrado arzobispo de Patras)
- Pietro Serlupis † (12 de septiembre de 1365-circa 1373 falleció)
- Andrea Codoni o di San Girolamo † (19 de diciembre de 1373-11 de enero de 1378 nombrado obispo de Ceneda)
- Marino Del Giudice † (29 de enero de 1378-4 de junio de 1380 nombrado arzobispo de Tarento)
  - Giovanni da Gallinaro, O.F.M. † (2 de julio de 1382-circa 1384 falleció) (antiobispo)
- Tommaso † (mencionado en 1385)
  - Vito di Strongoli † (28 de abril de 1385-noviembre de 1399 nombrado obispo) (antiobispo)
- Nicola † (1394-11 de octubre de 1399 nombrado arzobispo de Rossano)
- Vito † (noviembre de 1399-1405 falleció)
- Tommaso Brancaccio † (30 de julio de 1405-6 de junio de 1411 renunció)
  - Tommaso Brancaccio † (6 de junio de 1411-1417 renunció) (administrador apostólico)
- Antonio Stamingo, O.F.M. † (?-23 de enero de 1413 nombrado obispo de Bosa)[nota 8]
  - Lorenzo di Napoli, O.E.S.A. † (1417-1418) (administrador apostólico)
- Angelo † (?-11 de septiembre de 1419 nombrado obispo de Potenza)[nota 9]
  - Tommaso Brancaccio † (11 de septiembre de 1419-8 de septiembre de 1427 falleció) (administrador apostólico, por segunda vez)
- Stefano da Carrara † (29 de octubre de 1427-1432 renunció)[nota 10]
- Angelo † (9 de febrero de 1433-1438 falleció) (por segunda vez)
- Nicolò, O.P. † (20 de octubre de 1438-1446 falleció)
- Saba de Carbonibus † (22 de agosto de 1446-1447 falleció)
- Lorenzo, O.F.M. † (29 de marzo de 1447-1448 falleció)
- Onofrio di Santa Croce † (10 de abril de 1448-20 de octubre de 1471 falleció)
- Orso Orsini † (18 de octubre de 1471-22 de marzo de 1474 nombrado obispo de Teano)
- Scipione Cicinello † (22 de marzo de 1474-después de 1494)
- Agostino de Guarino † (9 de enero de 1497-1510 falleció)
  - Oliviero Carafa † (24 de abril de 1510-20 de enero de 1511 falleció) (administrador apostólico)
- Ludovico di Canossa, O.Cist. † (10 de febrero de 1511-24 de noviembre de 1516 nombrado obispo de Bayeux)
  - Sede vacante (1516-1529)
- Alessandro Spagnuolo † (15 de febrero de 1529-después del 30 de agosto de 1535 falleció)
- Gerolamo Falinghieri † (después del 30 de agosto de 1535 por sucesión-19 de marzo de 1539 falleció)
- Francesco Orsini † (19 de marzo de 1539 por sucesión-1554 renunció)
- Nunzio Antonio de Capriolis † (8 de octubre de 1554-1584 falleció)
- Giovan Battista Santoro † (8 de enero de 1586-18 de febrero de 1592 falleció)
- Ottavio Mirto Frangipane † (9 de marzo de 1592-20 de junio de 1605 nombrado arzobispo de Tarento)
- Diomede Carafa † (17 de agosto de 1605-12 de enero de 1609 falleció)
- Sebastiano o Settimio Roberti † (11 de marzo de 1609-1611 renunció)
- Roberto Roberti, O.P. † (5 de diciembre de 1611-enero de 1624 falleció)
- Pier Luigi Carafa I † (29 de marzo de 1624-8 de enero de 1646 renunció)
- Pier Luigi Carafa II, C.R. † (8 de enero de 1646-7 de agosto de 1672 falleció)
- Andrea Francolisio † (27 de febrero de 1673-18 de junio de 1676 renunció)
- Gaspare Toralto † (16 de noviembre de 1676-diciembre de 1681 falleció)
- Gaspare MezzoMúnich, O.S.B.Oliv. † (8 de junio de 1682-agosto de 1683 falleció)
- Fulvio Cribelli † (24 de abril de 1684-1685 falleció)
- Francesco Antonio Leopardi † (1 de octubre de 1685-febrero de 1717 falleció)
- Luca Trapani † (24 de enero de 1718-septiembre de 1719 falleció)
- Simone Veglini † (4 de marzo de 1720-23 de julio de 1720 falleció)
- Nicolò Antonio Carafa, O.S.B.Oliv. † (16 de diciembre de 1720-16 de septiembre de 1741 renunció)
- Antonio Zavarroni † (18 de septiembre de 1741-julio de 1759 falleció)
- Antonio del Plato † (3 de marzo de 1760-agosto de 1783 falleció)
  - Sede vacante (1783-1792)
- Fortunato Pinto † (27 de febrero de 1792-26 de junio de 1805 nombrado arzobispo de Salerno)
  - Sede vacante (1805-1819)
- Pietro Paolo Presicce, O.A.D. † (29 de marzo de 1819-12 de enero de 1838 falleció)
- Camillo Letizia, C.M. † (13 de septiembre de 1838-5 de agosto de 1859 falleció)
- Simone Spilotros, O.Carm. † (26 de septiembre de 1859-31 de octubre de 1877 falleció)
- Camillo Siciliano di Rende † (28 de diciembre de 1877-12 de mayo de 1879 nombrado arzobispo de Benevento)
- Angelo Michele Onorati † (19 de septiembre de 1879-12 de febrero de 1903 falleció)
- Anselmo Filippo Pecci, O.S.B. † (22 de junio de 1903-18 de septiembre de 1907 nombrado arzobispo de Acerenza y Matera)
- Giovanni Fiorentini † (27 de junio de 1909-25 de septiembre de 1919 nombrado obispo de Catanzaro)
  - Achille Grimaldi † (22 de noviembre de 1920-19 de marzo de 1921 renunció) (obispo electo)
- Raffaello Delle Nocche † (28 de junio de 1922-25 de noviembre de 1960 falleció)
- Bruno Pelaia † (10 de febrero de 1961 por sucesión-18 de julio de 1974 falleció)
  - Sede vacante (1974-1976)
- Giuseppe Vairo † (25 de octubre de 1976-3 de diciembre de 1977 renunció)
- Carmelo Cassati, M.S.C. † (12 de febrero de 1979-7 de septiembre de 1985 nombrado obispo de San Severo y de Lucera)
- Francesco Zerrillo † (7 de diciembre de 1985-15 de febrero de 1997 nombrado obispo de Lucera-Troia)
- Salvatore Ligorio (19 de diciembre de 1997-20 de marzo de 2004 nombrado arzobispo de Matera-Irsina)
- Vincenzo Carmine Orofino (20 de marzo de 2004-28 de abril de 2016 nombrado obispo de Tursi-Lagonegro)
- Giovanni Intini (7 de diciembre de 2016-9 de diciembre de 2022 nombrado arzobispo de Brindisi-Ostuni)
- Antonio Giuseppe Caiazzo, desde el 4 de marzo de 2023[nota 11]